# Phil Roe

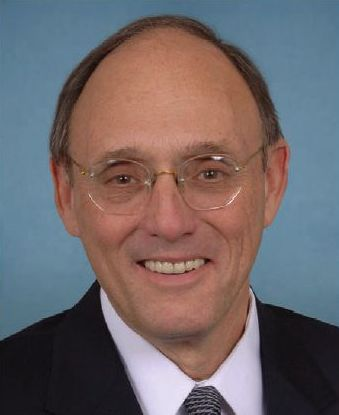
Phil Roe

David Phillip „Phil“ Roe (* 21. Juli 1945 in Clarksville, Tennessee) ist ein US-amerikanischer Politiker der republikanischen Partei. Von 2009 bis 2021 vertrat er ersten Distrikt des Bundesstaats Tennessee im Repräsentantenhaus der Vereinigten Staaten.

## Werdegang
Phil Roe besuchte bis 1967 die Austin Peay State University in seiner Heimatstadt Clarksville. Anschließend studierte er bis 1970 an der University of Tennessee in Memphis das Fach Medizin, das er als M.D. (Medical Doctor) abschloss. In den Jahren 1973 und 1974 diente er in der US Army, in der er es bis zum Major brachte. Danach arbeitete er als Arzt.
Mit seiner Frau Pam hat Phil Roe drei Kinder.

## Politik
Politisch schloss sich Roe der Republikanischen Partei an. Zwischen 2003 und 2008 war er Mitglied des Stadtrats von Johnson City. Von 2003 bis 2007 war er dort auch stellvertretender Bürgermeister, ehe er im Jahr 2007 selbst zum Stadtoberhaupt gewählt wurde. Dieses Amt bekleidete er bis zum Jahr 2009.
Bei den Kongresswahlen des Jahres 2008 wurde Roe im ersten Wahlbezirk von Tennessee in das US-Repräsentantenhaus in Washington, D.C. gewählt, wo er am 3. Januar 2009 die Nachfolge von David Lee Davis antrat. Da er bei den Wahlen des Jahres 2010 mit 81 % der Wählerstimmen bestätigt wurde und auch alle folgenden vier Wahlen einschließlich der des Jahres 2018 gewann, konnte er sein Mandat im Kongress bis 3. Januar 2019 ausüben. Anfang Januar 2020 gab Roe bekannt, dass er bei den Wahlen des Jahres 2020 nicht mehr kandidierten wird. Er gehört auch mehreren Congressional Caucuses an, wozu auch der Tea Party Caucus gehörte, der der Tea-Party-Bewegung nahesteht. Roe ist auch Mitglied im Republican Study Committee.

### Ausschüsse
Roe war zuletzt Mitglied in folgenden Ausschüssen des Repräsentantenhauses:
- Committee on Veterans’ Affairs
  - Health, Employment, Labor, and Pensions
- Committee on Education and Labor